# Dodie Smithová
Dorothy Gladys "Dodie" Smithová (3. května 1896, Whitefield – 24. listopadu 1990, Uttlesford) byla anglická spisovatelka a dramatička. Proslavila se knihou pro děti Sto a jeden dalmatinec (1957), která byla několikrát zfilmována (1961, 1996). Z její tvorby pro dospělé je nejznámější její první román I Capture the Castle (1948), který byl v anketě BBC The Big Read z roku 2003 zvolen 82. nejoblíbenější knihou Britů. Byla vyznavačkou hnutí Křesťanská věda. 
Román Capture the Castle napsala ve Spojených státech, kam se s manželem uchýlila ve 40. letech, neboť byl odpíračem vojenské služby z důvodu svědomí. V USA patřil k jejím blízkým přátelům spisovatel Christopher Isherwood, dochovala se jejich pozdější korespondence. Ve své závěti jmenovala správcem svých autorských práv spisovatele Juliana Barnese. Nedomnívala se, že by ho to příliš zatěžovalo. Jak těžké břímě to však bylo, Barnes přiznal ve svém eseji Literární popravy, kde mimo jiné popsal těžký souboj se společností Disney.

### Česky vyšlo:
- Psí hvězda, Svoboda 1994 (překlad Eva Marxová)
- Sto a jeden dalmatinec, Svoboda 1994 (překlad Eva Marxová)
- 102 dalmatinů, Egmont 2009